# Scotopteryx emanata
Scotopteryx emanata là một loài bướm đêm trong họ Geometridae.